# 鷹女俠
鷹女俠（英語：Hawkwoman）是DC漫画拥有的多个虚构女超级英雄的名称，且都存在于DC宇宙之中。他们是多个版本鹰侠的搭档、有些时候是配偶或情人，且有时还扮演鷹女孩这个角色。白銀時代時的鷹女俠，在Thanagar行星擔任執法人員，且還是卡塔爾·霍爾的妻子。後以鹰女的名義成為美國正義聯盟的成員之一。

## 人物

### Shayera Hol
第一任的鷹女俠及第二任的鷹女孩。

## 其他媒體

### 電視
- 《正義聯盟》
- 《少年正義聯盟》：以Shayera Thal為主，正義聯盟的成員[1]。第一季正義聯盟開會時贊同增加女生成員。曾與另外五名正義聯盟成員被傳送到外太空進行破壞事件。第二季主要於星際法庭與其他成員證明自己的清白。

### 電影
- 《正義聯盟：超級最前線》

### 電子遊戲
- 《Justice League: Injustice for All》
- 《正義聯盟英雄》
- 《樂高蝙蝠俠2：DC超級英雄》
- 《超級英雄：武力對決》

## 外部連結
- DC漫画宇宙Wiki上的相关条目：Hawkgirl

- Hawkman FAQ
- Hawkfan（页面存档备份，存于） - A fansite dedicated to Hawkman and Hawkgirl.